# Mysidopsis
Mysidopsis è un genere di crostacei appartenente alla famiglia dei Mysidae.

## Tassonomia
Ad esso fanno capo numerose specie:
- Mysidopsis acuta Hansen, 1913
- Mysidopsis angusta (G.O. Sars, 1864)
- Mysidopsis ankeli Brattegard, 1973
- Mysidopsis arenosa Brattegard, 1974
- Mysidopsis badius Modlin, 1987
- Mysidopsis bispinosa O. Tattersall, 1969
- Mysidopsis bispinulata Brattegard, 1974
- Mysidopsis brattegandi
- Mysidopsis brattegarti Bacescu & Gleye, 1979
- Mysidopsis brattstroemi Brattegard, 1969
- Mysidopsis buffaloensis Wooldridge, 1988
- Mysidopsis californica W. Tattersall, 1932
- Mysidopsis camelina O. Tattersall, 1955
- Mysidopsis cathengelae Gleye, 1982
- Mysidopsis coelhoi Bacescu, 1968
- Mysidopsis cojimarensis Ortiz & Lalana, 1993
- Mysidopsis coralicola Bacescu, 1975
- Mysidopsis cultrata Brattegard, 1973
- Mysidopsis didelphys (Norman, 1863)
- Mysidopsis eclipes Brattegard, 1969
- Mysidopsis eremita O. Tattersall, 1962
- Mysidopsis furca Bowman, 1957
- Mysidopsis gibbosa G.O. Sars, 1864
- Mysidopsis hellvillensis Nouvel, 1964
- Mysidopsis indica W. Tattersall, 1922
- Mysidopsis inermis
- Mysidopsis intii Holmquist, 1957
- Mysidopsis japonica Ii, 1963
- Mysidopsis juniae da Silva, 1979
- Mysidopsis kempi W. Tattersall, 1922
- Mysidopsis kenyana Bacescu & Vasilescu, 1973
- Mysidopsis lata Bravo & Murano, 1996
- Mysidopsis major (Zimmer, 1928)
- Mysidopsis mathewsoni Brattegard, 1969
- Mysidopsis mauchlinei Brattegard, 1974
- Mysidopsis mortenseni W. Tattersall, 1951
- Mysidopsis onofrensis Bacescu & Gleye, 1979
- Mysidopsis pacifica Zimmer, 1918
- Mysidopsis rionegrensis Hoffmeyer, 1993
- Mysidopsis robusta Brattegard, 1974
- Mysidopsis robustispina Brattegard, 1969
- Mysidopsis sankarankuttyi Bacescu, 1984
- Mysidopsis sankarankuttyo
- Mysidopsis schultzei (Zimmer, 1928)
- Mysidopsis similis (Zimmer, 1912)
- Mysidopsis suedafrikana O. Tattersall, 1969
- Mysidopsis surugae Murano, 1970
- Mysidopsis tortonesei Bacescu, 1968
- Mysidopsis velifera Brattegard, 1973
- Mysidopsis virgulata Brattegard, 1974
- Mysidopsis almyra Bowman, 1964 syn. Americamysis almyra (Bowman, 1964)
- Mysidopsis bahia Molenock, 1969 syn. Americamysis bahia (Molenock, 1969)
- Mysidopsis bigeloni syn. Mysidopsis bigelowi Tattersall
- Mysidopsis bigelowi Tattersall syn. Americamysis bigelowi (W. Tattersall, 1926)
- Mysidopsis hibernica syn. Mysideis insignis (G.O. Sars, 1864)
- Mysidopsis hispida Norman, 1869 syn. Leptomysis gracilis (G.O. Sars, 1864)
- Mysidopsis munda Zimmer, 1918 syn. Metamysidopsis munda Zimmer, 1918
- Mysidopsis suedafricana syn. Mysidopsis suedafrikana O. Tattersall, 1969
- Mysidopsis taironana Brattegard, 1973 syn. Americamysis taironana